# Тутмос II
Тутмос II (некад читан као Тутмосис, што значи Тот је рођен) је био четврти фараон Осамнаесте династије Египта. Саградио је неколико мањих споменика и предузео најмање два мања војна похода, али осим тога није учинио ништа значајно, те је вероватно био под снажним утицајем своје супруге Хатшепсут. Његова владавина се обично датира у периоду између 1493. и 1479. п. н. е. Тело Тутмоса II је пронађено је 1881. године у гомили Деир ел-Бахри изнад Загробног храма Хатшепсут и данас се може видети у Египатском музеју у Каиру.
Тутмос II је био син Тутмоса I и његове малолетне жене Мутнофрет. Како би осигурао своју владавину оженио се својом полусестром Хатшепсут и тако наследио престо од свог оца. Успешно је угушио побуне у Нубији и Леванту и победио ратнике номадских бедуина, али се значај тих битки не приписује њему пошто он није учествовао у њима, већ његови генерали. Неки извори ово тумаче и као доказ да је Тутмос II био још увек малолетан у време ступања на чело династије.
Он је са Хатшепсут имао ћерку Неферу, а касније је са другом женом добио и мушког наследника Тутмоса III.
Археолози верују да је Хатшепсут била та која је управљала царством и доносила одлуке, због тога што је скоро иста како унутрашња тако и спошна политика вођена за време владавине њеног мужа Тутмоса, а и касније кад је она управљала царством. Она је преузела владавину после смрти мужа као регент његовом сину Тутмосу III, а након тога и преузима по рођеном праву титулу фараона.
Рендгенским и другим испитивањима мумије установљено је да је у тридесетој години постао жртва болести коју процес балзамовања након смрти није могао да уклони. Кожа му је била у мрљама, прекривена ожиљцима, док је горњи део лобање ћелав. Тело му је било мршаво и делом скупљено и изгледа да му је недостајала снага и мишићна маса. Преминуо је те исте године када је и добио ову болест.